# Gerrit Smit
Gerrit Johan Adam Smit jr (Zutphen, 8 april 1879 - Amsterdam, 3 maart 1934) was een Nederlands syndicalist en politicus voor de SDAP.

## Levensloop
Smit groeide op te Zutphen, alwaar hij de HBS doorliep. In januari 1903 verhuisde hij naar Amsterdam, alwaar hij zich aansloot bij de Nationale Bond van Handels- en Kantoorbedienden. Tevens werd hij er actief als redacteur van De Handels- en Kantoorbediende, het Amsterdamse ledenblad van deze vakorganisatie. In 1904 stelde hij zich vervolgens kandidaat bij de afdelingsbestuursverkiezing maar werd niet verkozen. Een jaar later was hij kandidaat voorzitter van de Nationale Bond, maar werd andermaal niet verkozen. Vervolgens ging hij aan slag als klerk 1e klas bij de Amsterdamse gasfabrieken. Vervolgens werd hij aangesteld als secretaris van het Nationaal Verbond van Gemeente-Ambtenaren en tevens actief als redacteur van het ledenblad De Gemeente-Ambtenaar.
In 1909 ging hij aan de slag in een leidinggevende functie bij Philips en werd hij lid van de Algemeene Nederlandsche Bond van Handels- en Kantoorbedienden (ANBHK). Van deze vakvereniging werd hij in augustus 1909 lid van het bondsbestuur en vanaf maart 1910 penningmeester. In september 1921 werd hij aangesteld tot bondsvoorzitter van de ANBHK, een functie die hij uitoefende tot aan zijn dood. Daarnaast was hij lid van de Hooge Raad van Arbeid, de Rijkscommissie van Advies voor de Werkloosheidsverzekering en diverse instellingen voor het handelsonderwijs. Ook was hij van 1921 tot 1934 de eerste secretaris van de FIET. Hij werd in deze hoedanigheid opgevolgd door zijn landgenoot Willem Spiekman.
Ten slotte werd hij in 1911 verkozen tot gemeenteraadslid te Amsterdam voor de Sociaal-Democratische Arbeiderspartij (SDAP), een mandaat dat hij uitoefende tot 1921.